# Resident Evil (película de 2002)
Resident Evil (conocida como Resident Evil: El huésped Maldito en Hispanoamérica) es una película de acción, ciencia ficción y horror de 2002 escrito y dirigido por Paul W. S. Anderson. La película está protagonizada por Milla Jovovich, Michelle Rodriguez, Eric Mabius, James Purefoy, Martin Crewes y Colin Salmon. Es la primera entrega de la serie cinematográfica Resident Evil, que se basa vagamente en la serie de videojuegos del mismo nombre. Tomando prestados elementos de los videojuegos Resident Evil y Resident Evil 2, la película sigue a la heroína amnésica Alice y a un grupo de comandos de la Corporación Umbrella mientras intentan contener el brote del virus T en una instalación subterránea secreta.
El estudio alemán Constantin Film compró los derechos para adaptar la serie en acción real en enero de 1997. Varios escritores y cineastas, como Alan B. McElroy, George A. Romero y Jamie Blanks, fueron contratados inicialmente para dirigir y escribir la película, pero sus guiones fueron rechazados. En 2000, Anderson fue anunciado como escritor y director. Desarrollada como una precuela ambientada en la misma continuidad que la serie de videojuegos, la película se tituló inicialmente Resident Evil: Ground Zero, pero fue retitulada después de los ataques del 11 de septiembre. El reparto se anunció a principios de 2001 y la fotografía principal comenzó en marzo de 2001 en Berlín.
Resident Evil se estrenó en cines en Alemania el 12 de marzo de 2002, por Constantin Film Verleih, y en el Reino Unido el 12 de julio de 2002, por Pathé Distribution. Recibió críticas generalmente negativas, pero recaudó 103 millones de dólares a nivel mundial con un presupuesto de producción de 33 millones. Le siguieron cinco secuelas que establecieron su propia continuidad: Apocalipsis (2004), La Extinción (2007), La Resurrección (2010), La Venganza (2012) y El capítulo Final (2016).

## Argumento
Todo comienza en el año 2002 donde en el centro Umbrella Corporation, un centro subterráneo de investigación genética llamado La Colmena, un científico guarda en una maleta el Virus-T (azul) y el antivirus (verde) en tubos de cristal. Al momento de salir, coge un tubo de cristal con el virus y lo lanza, rompiéndolo. Sellada la puerta por donde salió, el virus-T expulsa un vapor que entra en los conductos del aire acondicionado, haciendo que el virus-T logre esparcirse por toda La Colmena. Como respuesta, la Reina Roja (el superordenador que controla el complejo) ha sellado toda la instalación y matado a los empleados. Cinco horas después, Alice Abernathy (Milla Jovovich) despierta en su ducha, pero no puede recordar nada. Minutos después, Matt Adison (Eric Mabius) se infiltra en la mansión para conseguir información sobre los incidentes que ocurrieron dentro de ella. Alice lo descubre y en ese momento llega un comando de Umbrella enviado allí para averiguar qué ha ocurrido. Una doctora analiza a Alice y descubre que la Reina Roja ha activado sus defensas primarias y soltado un gas que causa desmayo y pérdida de memoria como efecto secundario. Pero los efectos pasarán en poco tiempo. El comando, que está formado por James "One" Shade (Colin Salmon), Rain Ocampo (Michelle Rodríguez), Kaplan (Martin Crewes), J.D. (Pasquale Aleardi), un médico (Liz May Brice), Vance Drew (Torsten Jerabek) y Alfonso Warner (Marc Logan-Black), arresta a Matt, aunque este asegura ser un policía recién transferido. El comando abre la entrada para subir al metro y así llegar a La Colmena. Al abrir una de las puertas encuentran a Spencer (James Purefoy), el extraño marido de Alice, quien también ha perdido la memoria.
One le dice a Alice que ella es una agente cuya misión era proteger la entrada a La Colmena. Alice de a poco comienza a recordar algunas cosas. El comando tiene dos horas para desconectar a la Reina Roja y salir. Kaplan configura el sistema de seguridad para poder entrar mientras J.D. y Rain cuidan de Matt. One, la médica y los gemelos entran a un pasillo para desconectarla mientras Alice, Spencer y Kaplan la obligan a darles la contraseña de la puerta. Kaplan asegura haber burlado todas las defensas de la Reina Roja, pero ésta se cierra y de las paredes sale un rayo láser que le corta media mano a Drew y decapita a la médico; sale otro rayo y mata a los comandos; y finalmente sale un tercer rayo cuadriculado que logra cortar en cuadros a One antes de que Kaplan pueda desactivar el láser. Alice y Kaplan entran al pasillo lleno de cadáveres y logran desconectar a la Reina Roja, quien intenta convencerles de que no lo hagan, hasta que ve a Kaplan activar el control que activa el dispositivo para desconectarla, momento en el que la inteligencia artificial sentencia fríamente antes de apagarse que todos ellos morirán.
Mientras, Rain oye un ruido y decide investigar. Encuentra un zombi, pensando que es un sobreviviente; llama a J.D., quien llega con Matt, pero el zombi le muerde en la mano; J.D. dispara contra el zombi en una pierna, pero no le pasa nada. Rain le dispara al zombi con su metralleta y lo derriba. Con el ruido de los disparos, Alice, Spencer y Kaplan llegan al lugar y de pronto, salen cientos de zombis. Matt aprovecha la distracción para liberarse de las esposas y Kaplan le dicta la contraseña de la puerta a J.D. para poder escapar, pero detrás de la puerta había más zombis y cuando J.D. la abre, estos se lo comen e infectan. Alice, Matt, Spencer, Rain y Kaplan quedan rodeados de zombis en el cuarto del pasillo de la Reina Roja. Alice vuelve a conectar a la Reina Roja para que les diga cómo salir, amenazándola con desconectarla otra vez. Matt se encuentra con Lisa (Heike Makatasch), su hermana, quien está zombificada e intenta morderlo hasta que Alice lo salva.
Mientras tanto, un mutante (Licker) que estaba en una de las jaulas del cuarto en donde habían estado Matt, Rain y J.D., se escapa. El reducido grupo escapa por un compartimento lleno de zombis los cuales muerden a Kaplan y otra vez a Rain. Escapan por las tuberías y Kaplan se separa. Alice recuerda que había una cura para contrarrestar los efectos del virus, porque si un zombi mordía a alguien, este se convertiría en uno de ellos. Alice, Matt, Spencer y Rain entran en un cuarto inundado donde estaba la cura, pero Alice no logra encontrarla. De pronto, Spencer revela que él fue quien liberó el virus y que la cura estaba en el tren que los sacaba de La Colmena, pero del agua sale un zombi y lo muerde. Spencer mata al zombi, sale del cuarto y lo encierra, dirigiéndose al tren para inyectarse el antivirus, pero el licker llega, lo devora y lo infecta.
De pronto se abre la puerta del cuarto donde estaban Alice, Matt y Rain y detrás de ella sale Kaplan. Los cuatro se dirigen al tren que los llevaba de vuelta a la mansión. Alice encuentra el maletín con el antivirus cerca del cadáver de Spencer y entra en el tren, donde les da una dosis de antivirus a Kaplan y Rain (en quien ya no surtía efecto debido al tiempo transcurrido desde su infección). Kaplan pone en marcha el tren. Matt le cuenta a Alice para qué quería la información: su hermana estaba infiltrada en La Colmena para buscar información que comprometa a la compañía y sus sucios negocios, con el objetivo de exponerla. Alice era su contacto que la iba a ayudar a vencer a Umbrella. El licker los alcanza, rompe la compuerta de la cabina, agarra a Kaplan y lo destroza. Rain se convierte en zombi y Matt le dispara en la cabeza, matándola en el acto. Alice, y Matt vencen al licker pero este había rasgado a Matt en el hombro con anterioridad. Después, Matt empieza a mutar y en ese momento aparecen agentes de Umbrella Corporation que se lo llevan para usarlo en el proyecto Némesis. Alice y Matt forcejean con los agentes, que los dejan inconscientes.
13 horas más tarde, Alice despierta en el Hospital de Raccoon City, encerrada en una sala de exámenes, sin memoria de lo sucedido desde su captura. Por desgracia, su despertar no es para nada tranquilo, ya que descubre que le han puesto varias agujas en diversos puntos del cuerpo, viéndose obligada a sacarse dolorosamente cada una antes de poder moverse con libertad. Tras intentar pedir ayuda sin obtener respuesta, se pone una bata y logra forzar la cerradura de la habitación. Al salir, ve que el hospital está en estado de abandono. Sale del edificio, viendo más abandono y destrucción a lo largo de Raccon City. Al llegar a donde está una patrulla, coge una escopeta y la carga, y la película termina con la cámara alejándose de Alice, donde se puede apreciar el caos en la ciudad.

## Reparto
- Milla Jovovich como Alice Abernathy.
- Michelle Rodríguez como Rain Ocampo.
- Eric Mabius como Matt Adison.
- James Purefoy como Spencer Parks.
- Colin Salmon como James "One" Shade.
- Martin Crewes como Chad Kaplan.
- Pasquale Aleardi como J.D. Salinas.
- Liz May Brice como Médico Olga Danilova.
- Torsten Jerabek como Vance Drew "Comando 1".
- Marc Logan-Black como Alfonso Warner "Comando 2".
- Michaela Dicker como Reina Roja.
- Jason Isaacs como William Birkin.
- Thomas Kretschmann como Mayor Timothy Cain.
- Heike Makatsch como Dra. Lisa Addison Broward.

## Producción
Esta película está basada en un popular videojuego del mismo nombre y fue la productora alemana Constantin Film que compró los derechos para adaptar la historia de ese videojuego a la pantalla, lo cual luego hizo para la productora Paul W. S. Anderson. La película se rodó principalmente en Alemania.

## Banda sonora
Música usada en la película: «Resident Evil Main Title Theme» (film score) de Marilyn Manson.
1. Red Queen...
2. Slipknot –My Plague (New Abuse Mix)
3. Marilyn Manson – The Fight Song (Slipknot Remix)
4. Coal Chamber – Something Told Me
5. Adema – Everyone
6. Fear Factory – Invisible Wounds (The Suture Mix)
7. Static-X – Anything But This
8. The Crystal Method – Name of the Game
9. Mudvayne – Dig (Everything and Nothing Remix)
10. Rammstein – Hallelujah
11. Depeche Mode – Dirt
12. Method Man – Release Yo’ Delf (Prodigy Mix)
13. Ill Niño – What Comes Around (Day of the Dead Mix)
14. Saliva – 800
15. Five Pointe O – The Infinity
16. The Umbrella Corporation ..
17. Marilyn Manson – Resident Evil Main Title Theme (Score)
18. Marilyn Manson – Seizure of Power (Score)
19. Marilyn Manson – Reunion (Score)
20. Marilyn Manson – Cleansing (Score)

## Recepción
El éxito de la cinta causó a que hubiese luego una extensa saga cinematográfica, en la que Milla Jovovich continuó siendo protagonista. También cabe destacar que tuvo buenas críticas. Finalmente es importante añadir que con esta película empezó la segunda serie de películas basadas en un videojuego más exitosa de todos los tiempos recaudando en total más de 1.200 millones de dólares, solo siendo superada por Super Mario Bros.: La película con 1.361 millones de dólares.